# 小松済治
小松 済治（こまつ せいじ、1848年（嘉永元年11月） - 1893年（明治26年）5月12日）は、幕末期の会津藩が派遣したドイツ留学生で、明治維新後は紀州藩藩士を経て岩倉使節団随員、司法省民事局長等を歴任した。旧名馬島済治。

## 生涯

### 明治維新前

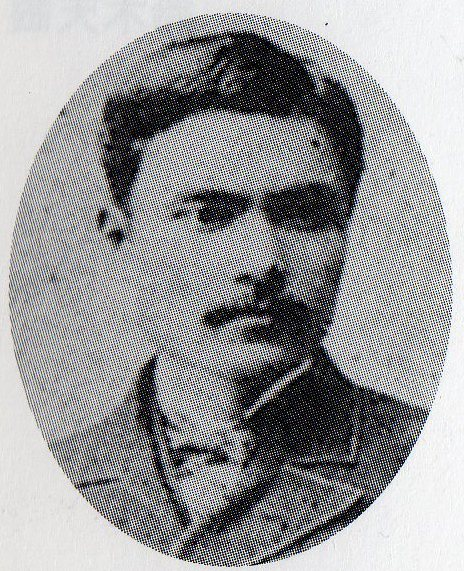
日下義雄は福島県出身者として最初の福島県知事となる。白虎隊士中二番隊士として自刃した石田和助は実弟である。

祖父馬島瑞延、父馬島瑞謙は会津藩に仕えた医師であった。瑞延は馬島流眼科を学んで馬島姓を称したが、元来は小松姓であったと推測される。小松は馬島家の長男として江戸に出生し、日新館で南摩綱紀、山本覚馬、川崎尚之助らに学んだ。18歳で長崎へ遊学し、精得館で初歩的な近代医学を、またカール・レーマンからドイツ語を学んでいるが、小松の長崎遊学には蛤御門の変の影響がある。会津藩方の死傷の原因はほとんどが銃砲弾によるもので、従来の治療法は功を奏せず、藩は小松に蘭方医学の習得を命じたのである。次いでドイツ留学を命じられるが、会津藩が小松を留学生とした経緯は明確ではない。小松はレーマンに伴われドイツへ赴く。レーマンは会津藩家老田中玄清との間で造船所や鉄砲工場建設の協議を行っていた人物で、紀州藩、会津藩から発注を受けた小銃の買付を行うためドイツに一時帰国したのである。小松はハイデルベルク大学で1868年10月21日に学籍登録して医学を学び、翌年の夏学期まで登録がある。小松はドイツの大学に学籍登録された最初の日本人である。

### 明治維新後
1870年（明治3年）3月に帰国したが、小松を派遣した会津藩は戊辰戦争に敗北していた。小松の足取りは9月に和歌山に現れるまで不明であるが、箱館戦争まで戦った日下義雄が小松を訪れている。小松は大阪造幣寮頭であった井上馨にその保護を依頼し、日下は井上の書生となった。小松は紀州藩に出仕し、次いで岩倉使節団の随員（三等書記官）を務める。以降の小松は在野の期間をはさみつつ明治政府に出仕したが、その官僚としての履歴は順調ではない。1874年（明治7年）に兵部省出仕、翌年判事となるが、1879年（明治12年）に辞職している。兵部省時代は官房第一局で西周と同僚であった。1885年（明治18年）に再び官途につき、司法省民事局長、参事官、横浜地方裁判所長を務め、1892年（明治25年）に退官。翌年東京で没した。享年46。
小松は1883年（明治16年）にグナイストの『法治国家』を翻訳し、『建国説』として刊行している。この書は明治憲法に影響を及ぼしたグナイストの著作を邦訳した最初のものであった。